# Sopkovce
Sopkovce é um município da Eslováquia, situado no distrito de Humenné, na região de Prešov. Tem 7,24 km² de área e sua população em 2018 foi estimada em 96 habitantes.

## Demografia
| Ano:        | 1994 | 2004    | 2014    | 2024    |
| ----------- | ---- | ------- | ------- | ------- |
| Broj ljudi: | 143  | 127     | 110     | 96      |
| Razlika:    |      | -11,18% | -13,38% | -12,72% |

| Ano:               | 2023 | 2024   |
| ------------------ | ---- | ------ |
| Número de pessoas: | 99   | 96     |
| Diferença:         |      | -3,03% |